# The Moonshine Jungle Tour
The Moonshine Jungle Tour fue la segunda gira de conciertos por parte del cantante estadounidense Bruno Mars para promocionar su segundo álbum de estudio Unorthodox Jukebox. La gira comenzó el 22 de junio de 2013, y continuó hasta el 18 de octubre de 2014. Un tráiler promocional y detrás de las escenas de material de archivo de la gira fueron liberados a través del canal oficial de YouTube y el sitio web de Mars.

## Acto de apertura
- Fitz and The Tantrums (Norteamérica)
- Ellie Goulding (Norteamérica)
- Mayer Hawthorne (Europa)
- Havana Brown (Las Vegas)
- DJ Supra (Las Vegas)
- Miguel (Oceanía)
- Poreotics (Filipinas)
- The Green (Honolulu)
- Aloe Blacc (Norteamérica)
- Pharrell Williams (Norteamérica)
- Bebe Rexha (Montreal)
- Nico & Vinz (Norteamérica)

## Lista de canciones
| - 2013 1. "Moonshine" 2. "Natalie" 3. "Treasure" 4. "Money (That's What I Want)" / "Billionaire" 5. "Show Me" 6. "Candy Rain" 7. "Our First Time" / "Pony" 8. "Marry You" 9. "If I Knew" 10. "Runaway Baby" 11. "Young Girls" 12. "When I Was Your Man" 13. "Grenade" 14. "Just the Way You Are" Encore 1. "Locked Out of Heaven" 2. "Gorilla" | - 2014 1. "Moonshine" 2. "Natalie" 3. "Treasure" 4. "Money (That's What I Want)" / "Billionaire" 5. "Bam Bam" / "Show Me" / "Our First Time" / "Pony" / "Ignition (Remix)" 6. "Marry You" 7. "If I Knew" / "Nothin' on You" 8. "Runaway Baby" 9. "When I Was Your Man" 10. "Grenade" 11. "Just the Way You Are" Encore 1. "Locked Out of Heaven" 2. "Gorilla" |

## Fechas
| Fecha                   | Ciudad            | País                 | Lugar                                      | Acto de apertura             | Audiencia              | Recaudación  |
| Norteamérica            | Norteamérica      | Norteamérica         | Norteamérica                               | Norteamérica                 | Norteamérica           | Norteamérica |
| ----------------------- | ----------------- | -------------------- | ------------------------------------------ | ---------------------------- | ---------------------- | ------------ |
| 22 de junio de 2013     | Washington D. C.  | Estados Unidos       | Verizon Center                             | Fitz and the Tantrums        | 15,404 / 15,404 (100%) | $1,015,034   |
| 24 de junio de 2013     | Philadelphia      | Estados Unidos       | Wells Fargo Center                         | Fitz and the Tantrums        | 14,675 / 14,675 (100%) | $1,116,984   |
| 26 de junio de 2013     | Boston            | Estados Unidos       | TD Garden                                  | Fitz and the Tantrums        | 14,267 / 14,267 (100%) | $1,030,157   |
| 27 de junio de 2013     | Uncasville        | Estados Unidos       | Mohegan Sun Arena                          | —                            | 5,390 / 5,390 (100%)   | $434,410     |
| 29 de junio de 2013     | Brooklyn          | Estados Unidos       | Barclays Center                            | Fitz and the Tantrums        | 15,204 / 15,204 (100%) | $1,252,521   |
| 1 de julio de 2013      | Newark            | Estados Unidos       | Prudential Center                          | Ellie Goulding               | 14,320 / 14,320 (100%) | $1,247,263   |
| 2 de julio de 2013      | Pittsburgh        | Estados Unidos       | Consol Energy Center                       | Ellie Goulding               | 12,582 / 12,582 (100%) | $758,991     |
| 3 de julio de 2013      | Toronto           | Canadá               | Molson Canadian Amphitheatre               | Ellie Goulding               | 31,709 / 31,709 (100%) | $2,134,130   |
| 5 de julio de 2013      | Montreal          | Canadá               | Bell Centre                                | Ellie Goulding               | 17,244 / 17,244 (100%) | $1,086,275   |
| 6 de julio de 2013      | Toronto           | Canadá               | Molson Canadian Amphitheatre               | Ellie Goulding               | [ n. 1 ]               | [ n. 2 ]     |
| 8 de julio de 2013      | Quebec            | Canadá               | Plains of Abraham                          | Festival                     | Festival               | Festival     |
| 10 de julio de 2013     | Columbus          | Estados Unidos       | Value City Arena                           | Ellie Goulding               | 13,497 / 13,497 (100%) | $915,670     |
| 11 de julio de 2013     | Auburn Hills      | Estados Unidos       | The Palace of Auburn Hills                 | Ellie Goulding               | 14,921 / 14,921 (100%) | $962,368     |
| 13 de julio de 2013     | Chicago           | Estados Unidos       | United Center                              | Ellie Goulding               | 16,278 / 16,278 (100%) | $1,326,517   |
| 14 de julio de 2013     | Saint Paul        | Estados Unidos       | Xcel Energy Center                         | Ellie Goulding               | 15,451 / 15,451 (100%) | $881,513     |
| 18 de julio de 2013     | Edmonton          | Canadá               | Rexall Place                               | Ellie Goulding               | 14,240 / 14,240 (100%) | $903,412     |
| 20 de julio de 2013     | Vancouver         | Canadá               | Rogers Arena                               | Ellie Goulding               | 15,533 / 15,533 (100%) | $1,106,306   |
| 21 de julio de 2013     | Seattle           | Estados Unidos       | KeyArena                                   | Ellie Goulding               | 13,234 / 13,234 (100%) | $923,591     |
| 22 de julio de 2013     | Portland          | Estados Unidos       | Rose Garden Arena                          | Ellie Goulding               | 12,639 / 12,639 (100%) | $819,834     |
| 24 de julio de 2013     | Sacramento        | Estados Unidos       | Sleep Train Arena                          | Ellie Goulding               | 13,720 / 13,720 (100%) | $1,004,743   |
| 25 de julio de 2013     | San José          | Estados Unidos       | SAP Center at San Jose                     | Ellie Goulding               | 14,163 / 14,163 (100%) | $1,252,328   |
| 27 de julio de 2013     | Los Ángeles       | Estados Unidos       | Staples Center                             | Ellie Goulding               | 30,360 / 30,360 (100%) | $2,734,649   |
| 28 de julio de 2013     | Los Ángeles       | Estados Unidos       | Staples Center                             | Ellie Goulding               | 30,360 / 30,360 (100%) | $2,734,649   |
| 30 de julio de 2013     | San Diego         | Estados Unidos       | Valley View Casino Center                  | Ellie Goulding               | 12,263 / 12,263 (100%) | $800,820     |
| 31 de julio de 2013     | Phoenix           | Estados Unidos       | US Airways Center                          | Ellie Goulding               | 14,654 / 14,654 (100%) | $802,562     |
| 2 de agosto de 2013     | West Valley City  | Estados Unidos       | Maverik Center                             | Fitz and the Tantrums        | 10,263 / 10,263 (100%) | $702,566     |
| 3 de agosto de 2013     | Las Vegas         | Estados Unidos       | MGM Grand Garden Arena                     | Fitz and the Tantrums        | 13,850 / 13,850 (100%) | $1,559,042   |
| 5 de agosto de 2013     | Morrison          | Estados Unidos       | Red Rocks Amphitheatre                     | Ellie Goulding               | 18,836 / 18,836 (100%) | $1,164,434   |
| 6 de agosto de 2013     | Morrison          | Estados Unidos       | Red Rocks Amphitheatre                     | Ellie Goulding               | 18,836 / 18,836 (100%) | $1,164,434   |
| 8 de agosto de 2013     | Saint Louis       | Estados Unidos       | Scottrade Center                           | Ellie Goulding               | 13,947 / 13,947 (100%) | $950,707     |
| 9 de agosto de 2013     | Kansas City       | Estados Unidos       | Sprint Center                              | Ellie Goulding               | 14,492 / 14,492 (100%) | $1,069,533   |
| 10 de agosto de 2013    | Oklahoma City     | Estados Unidos       | Chesapeake Energy Arena                    | Ellie Goulding               | 13,179 / 13,179 (100%) | $784,452     |
| 12 de agosto de 2013    | Dallas            | Estados Unidos       | American Airlines Center                   | Ellie Goulding               | 15,489 / 15,489 (100%) | $1,016,202   |
| 14 de agosto de 2013    | Austin            | Estados Unidos       | Frank Erwin Center                         | Ellie Goulding               | 13,432 / 13,700 (98%)  | $781,396     |
| 15 de agosto de 2013    | Houston           | Estados Unidos       | Toyota Center                              | Ellie Goulding               | 13,425 / 13,425 (100%) | $964,969     |
| 17 de agosto de 2013    | Nashville         | Estados Unidos       | Bridgestone Arena                          | Fitz and the Tantrums        | 14,828 / 14,828 (100%) | $824,838     |
| 18 de agosto de 2013    | Louisville        | Estados Unidos       | KFC Yum! Center                            | Fitz and the Tantrums        | 14,282 / 14,282 (100%) | $951,382     |
| 19 de agosto de 2013    | Indianápolis      | Estados Unidos       | Bankers Life Fieldhouse                    | Fitz and the Tantrums        | 9,300 / 9,300 (100%)   | $618,118     |
| 21 de agosto de 2013    | Charlotte         | Estados Unidos       | Time Warner Cable Arena                    | Fitz and the Tantrums        | 11,612 / 11,612 (100%) | $671,936     |
| 22 de agosto de 2013    | Atlanta           | Estados Unidos       | Philips Arena                              | Fitz and the Tantrums        | 13,080 / 13,080 (100%) | $906,482     |
| 27 de agosto de 2013    | Orlando           | Estados Unidos       | Amway Center                               | Fitz and the Tantrums        | 13,634 / 13,828 (99%)  | $842,960     |
| 28 de agosto de 2013    | Tampa             | Estados Unidos       | Tampa Bay Times Forum                      | Fitz and the Tantrums        | 12,292 / 12,292 (100%) | $797,952     |
| 30 de agosto de 2013    | Miami             | Estados Unidos       | AmericanAirlines Arena                     | Fitz and the Tantrums        | 16,136 / 16,136 (100%) | $1,201,516   |
| 1 de septiembre de 2013 | San Juan          | Puerto Rico          | Coliseo de Puerto Rico José Miguel Agrelot | —                            | 16,691 / 16,691 (100%) | $1,033,100   |
| Europa                  |                   |                      |                                            |                              |                        |              |
| 2 de octubre de 2013    | Belfast           | Irlanda              | Odyssey Arena                              | Mayer Hawthorne              | —                      | —            |
| 3 de octubre de 2013    | Dublín            | Irlanda              | The O2                                     | Mayer Hawthorne              | —                      | —            |
| 5 de octubre de 2013    | Mánchester        | Inglaterra           | Phones 4u Arena                            | Mayer Hawthorne              | 17,414 / 17,670 (99%)  | $1,079,580   |
| 6 de octubre de 2013    | Glasgow           | Inglaterra           | The Hydro                                  | Mayer Hawthorne              | —                      | —            |
| 8 de octubre de 2013    | Londres           | Inglaterra           | The O2 Arena                               | Mayer Hawthorne              | 34,777 / 35,242 (99%)  | $2,206,080   |
| 9 de octubre de 2013    | Londres           | Inglaterra           | The O2 Arena                               | Mayer Hawthorne              | 34,777 / 35,242 (99%)  | $2,206,080   |
| 11 de octubre de 2013   | Birmingham        | Inglaterra           | National Indoor Arena                      | Mayer Hawthorne              | —                      | —            |
| 12 de octubre de 2013   | Sheffield         | Inglaterra           | Sheffield Arena                            | Mayer Hawthorne              | —                      | —            |
| 14 de octubre de 2013   | París             | Francia              | Palais Omnisports de Paris-Bercy           | Mayer Hawthorne              | —                      | —            |
| 15 de octubre de 2013   | Ámsterdam         | Países Bajos         | Ziggo Dome                                 | Mayer Hawthorne              | —                      | —            |
| 17 de octubre de 2013   | Amberes           | Bélgica              | Sportpaleis                                | Mayer Hawthorne              | —                      | —            |
| 18 de octubre de 2013   | Esch-sur-Alzette  | Luxemburgo           | Rockhal                                    | Mayer Hawthorne              | —                      | —            |
| 20 de octubre de 2013   | Mannheim          | Alemania             | SAP Arena                                  | Mayer Hawthorne              | —                      | —            |
| 22 de octubre de 2013   | Stuttgart         | Alemania             | Hanns-Martin-Schleyer-Halle                | Mayer Hawthorne              | —                      | —            |
| 23 de octubre de 2013   | Zúrich            | Suiza                | Hallenstadion                              | Mayer Hawthorne              | 13,490 / 13,490 (100%) | $1,119,810   |
| 24 de octubre de 2013   | Viena             | Austria              | Wiener Stadthalle                          | Mayer Hawthorne              | —                      | —            |
| 26 de octubre de 2013   | Milán             | Italia               | Mediolanum Forum                           | Mayer Hawthorne              | —                      | —            |
| 28 de octubre de 2013   | Berlín            | Alemania             | O2 World Berlin                            | Mayer Hawthorne              | 14,146 / 14,146 (100%) | $839,274     |
| 29 de octubre de 2013   | Hamburgo          | Alemania             | O2 World Hamburg                           | Mayer Hawthorne              | 13,091 / 13,542 (97%)  | $741,753     |
| 31 de octubre de 2013   | Copenhague        | Dinamarca            | Forum Copenhagen                           | Mayer Hawthorne              | —                      | —            |
| 2 de noviembre de 2013  | Oslo              | Noruega              | Telenor Arena                              | Mayer Hawthorne              | —                      | —            |
| 3 de noviembre de 2013  | Estocolmo         | Suecia               | Ericsson Globe                             | Mayer Hawthorne              | —                      | —            |
| 6 de noviembre de 2013  | Praga             | República Checa      | O2 Arena                                   | Mayer Hawthorne              | —                      | —            |
| 7 de noviembre de 2013  | Budapest          | Hungría              | Budapest Sports Arena                      | Mayer Hawthorne              | —                      | —            |
| 11 de noviembre de 2013 | Düsseldorf        | Alemania             | ISS Dome                                   | Mayer Hawthorne              | —                      | —            |
| 12 de noviembre de 2013 | Múnich            | Alemania             | Olympiahalle                               | Mayer Hawthorne              | —                      | —            |
| 14 de noviembre de 2013 | Badalona          | España               | Pabellón Olímpico de Badalona              | Mayer Hawthorne              | —                      | —            |
| 15 de noviembre de 2013 | Madrid            | España               | Palacio Vistalegre                         | Mayer Hawthorne              | —                      | —            |
| 16 de noviembre de 2013 | Lisboa            | Portugal             | MEO Arena                                  | Mayer Hawthorne              | —                      | —            |
| 18 de noviembre de 2013 | Marsella          | Francia              | Le Dôme de Marseille                       | Mayer Hawthorne              | —                      | —            |
| 19 de noviembre de 2013 | Toulouse          | Francia              | Le Zénith de Toulouse                      | Mayer Hawthorne              | —                      | —            |
| 21 de noviembre de 2013 | Londres           | Inglaterra           | The O2 Arena                               | Mayer Hawthorne              | 17,390 / 17,741 (98%)  | $1,107,940   |
| 22 de noviembre de 2013 | Nottingham        | Inglaterra           | Capital FM Arena                           | Mayer Hawthorne              | —                      | —            |
| 24 de noviembre de 2013 | Liverpool         | Inglaterra           | Echo Arena Liverpool                       | Mayer Hawthorne              | —                      | —            |
| 25 de noviembre de 2013 | Newcastle         | Inglaterra           | Metro Radio Arena                          | Mayer Hawthorne              | —                      | —            |
| Norteamérica            |                   |                      |                                            |                              |                        |              |
| 29 de diciembre de 2013 | Las Vegas         | Estados Unidos       | The Cosmopolitan of Las Vegas              | DJ Supra                     | 5,800 / 5,800 (100%)   | $1,062,850   |
| 31 de diciembre de 2013 | Las Vegas         | Estados Unidos       | The Cosmopolitan of Las Vegas              | DJ Supra                     | 5,800 / 5,800 (100%)   | $1,062,850   |
| 15 de febrero de 2014   | Las Vegas         | Estados Unidos       | The Cosmopolitan of Las Vegas              | Havana Brown                 | 6,000 / 6,000 (100%)   | $659,025     |
| 16 de febrero de 2014   | Las Vegas         | Estados Unidos       | The Cosmopolitan of Las Vegas              | Havana Brown                 | 6,000 / 6,000 (100%)   | $659,025     |
| Oceanía                 |                   |                      |                                            |                              |                        |              |
| 28 de febrero de 2014   | Perth             | Australia            | Perth Arena                                | Miguel                       | 14,594 / 14,594 (100%) | $1,675,690   |
| 2 de marzo de 2014      | Adelaida          | Australia            | Adelaide Entertainment Centre              | Miguel                       | —                      | —            |
| 4 de marzo de 2014      | Melbourne         | Australia            | Rod Laver Arena                            | Miguel                       | 26,573 / 26,573 (100%) | $2,998,750   |
| 5 de marzo de 2014      | Melbourne         | Australia            | Rod Laver Arena                            | Miguel                       | 26,573 / 26,573 (100%) | $2,998,750   |
| 8 de marzo de 2014      | Sídney            | Australia            | Sídney Entertainment Centre                | Miguel                       | 10,503 / 10,679 (98%)  | $1,234,960   |
| 10 de marzo de 2014     | Sídney            | Australia            | Allphones Arena                            | Miguel                       | 32,136 / 32,136 (100%) | $3,714,430   |
| 11 de marzo de 2014     | Sídney            | Australia            | Allphones Arena                            | Miguel                       | 32,136 / 32,136 (100%) | $3,714,430   |
| 13 de marzo de 2014     | Brisbane          | Australia            | Brisbane Entertainment Centre              | Miguel                       | 11,746 / 13,011 (90%)  | $1,327,680   |
| 15 de marzo de 2014     | Auckland          | Nueva Zelanda        | Vector Arena                               | Miguel                       | —                      | —            |
| 16 de marzo de 2014     | Auckland          | Nueva Zelanda        | Vector Arena                               | Miguel                       | —                      | —            |
| Asia                    |                   |                      |                                            |                              |                        |              |
| 20 de marzo de 2014     | Bangkok           | Tailandia            | Impact Arena                               | —                            | —                      | —            |
| 22 de marzo de 2014     | Pasay             | Filipinas            | Mall of Asia Arena                         | Poreotics                    | —                      | —            |
| 24 de mayo de 2014      | Yakarta           | Indonesia            | Mata Elang International Stadium           | —                            | —                      | —            |
| 26 de marzo de 2014     | Singapur          | Singapur             | Singapore Indoor Stadium                   | —                            | —                      | —            |
| 29 de marzo de 2014     | Hong Kong         | Hong Kong            | AsiaWorld-Arena                            | —                            | —                      | —            |
| 30 de marzo de 2014     | Hong Kong         | Hong Kong            | AsiaWorld-Arena                            | —                            | —                      | —            |
| 1 de abril de 2014      | Taipéi            | Taiwán               | Taipei World Trade Center                  | —                            | —                      | —            |
| 3 de abril de 2014      | Shanghái          | China                | Mercedes-Benz Arena                        | —                            | —                      | —            |
| 5 de abril de 2014      | Beijing           | China                | MasterCard Center                          | —                            | —                      | —            |
| 8 de abril de 2014      | Seúl              | Corea del Sur        | Olympic Gymnastics Arena                   | —                            | —                      | —            |
| 10 de abril de 2014     | Osaka             | Japón                | Municipal Central Gymnasium                | —                            | —                      | —            |
| 12 de abril de 2014     | Tokio             | Japón                | Makuhari Messe                             | —                            | —                      | —            |
| 13 de abril de 2014     | Tokio             | Japón                | Makuhari Messe                             | —                            | —                      | —            |
| Norteamérica            |                   |                      |                                            |                              |                        |              |
| 18 de abril de 2014     | Honolulu          | Estados Unidos       | Blaisdell Arena                            | The Green                    | 21,877 / 21,877 (100%) | $2,027,337   |
| 19 de abril de 2014     | Honolulu          | Estados Unidos       | Blaisdell Arena                            | The Green                    | 21,877 / 21,877 (100%) | $2,027,337   |
| 21 de abril de 2014     | Honolulu          | Estados Unidos       | Blaisdell Arena                            | The Green                    | 21,877 / 21,877 (100%) | $2,027,337   |
| 23 de May0 de 2014      | Las Vegas         | Estados Unidos       | The Chelsea at The Cosmopolitan            | DJ Supra                     | 2,900 / 5,800 (50%)    | $338,903     |
| 24 de mayo de 2014      | Las Vegas         | Estados Unidos       | The Chelsea at The Cosmopolitan            | DJ Supra                     | 2,900 / 5,800 (50%)    | $338,903     |
| 27 de mayo de 2014      | Fresno            | Estados Unidos       | Save Mart Center                           | Aloe Blacc                   | 12,945 / 12,945 (100%) | $1,012,792   |
| 28 de mayo de 2014      | Oakland           | Estados Unidos       | Oracle Arena                               | Aloe Blacc                   | 15,873 / 15,873 (100%) | $1,363,953   |
| 31 de mayo de 2014      | Los Ángeles       | Estados Unidos       | Hollywood Bowl                             | —                            | —                      | —            |
| 1 de junio de 2014      | Los Ángeles       | Estados Unidos       | Hollywood Bowl                             | —                            | —                      | —            |
| 4 de junio de 2014      | Tulsa             | Estados Unidos       | BOK Center                                 | Aloe Blacc                   | 14,078 / 14,078 (100%) | $1,019,935   |
| 6 de junio de 2014      | Memphis           | Estados Unidos       | FedEx Forum                                | Aloe Blacc                   | 13,837 / 13,837 (100%) | $990,937     |
| 7 de junio de 2014      | Nueva Orleans     | Estados Unidos       | Smoothie King Center                       | Aloe Blacc                   | 15,154 / 15,154 (100%) | $1,089,456   |
| 10 de junio de 2014     | North Little Rock | Estados Unidos       | Verizon Arena                              | Aloe Blacc                   | 15,117 / 15,117 (100%) | $1,026,814   |
| 11 de junio de 2014     | Birmingham        | Estados Unidos       | Birmingham–Jefferson Convention Complex    | Aloe Blacc                   | 13,653 / 13,653 (100%) | $1,035,825   |
| 13 de junio de 2014     | Columbia          | Estados Unidos       | Colonial Life Arena                        | Aloe Blacc                   | 14,106 / 14,106 (100%) | $1,075,985   |
| 14 de junio de 2014     | Raleigh           | Estados Unidos       | PNC Arena                                  | Aloe Blacc Pharrell Williams | 15,149 / 15,149 (100%) | $1,189,724   |
| 17 de junio de 2014     | Grand Rapids      | Estados Unidos       | Van Andel Arena                            | Aloe Blacc                   | 11,412 / 11,412 (100%) | $949,422     |
| 18 de junio de 2014     | Auburn Hills      | Estados Unidos       | The Palace of Auburn Hills                 | Aloe Blacc                   | 14,046 / 14,046 (100%) | $1,206,323   |
| 20 de junio de 2014     | Tinley Park       | Estados Unidos       | First Midwest Bank Amphitheatre            | Aloe Blacc                   | 28,304 / 28,304 (100%) | $1,690,359   |
| 21 de junio de 2014     | Saint Paul        | Estados Unidos       | Xcel Energy Center                         | Aloe Blacc                   | 15,344 / 15,344 (100%) | $1,356,478   |
| 23 de junio de 2014     | Omaha             | Estados Unidos       | CenturyLink Center Omaha                   | Aloe Blacc                   | 14,961 / 14,961 (100%) | $1,192,265   |
| 25 de junio de 2014     | Milwaukee         | Estados Unidos       | Marcus Amphitheater                        | Aloe Blacc                   | —                      | —            |
| 27 de junio de 2014     | Cincinnati        | Estados Unidos       | U.S. Bank Arena                            | Aloe Blacc                   | 13,888 / 13,888 (100%) | $1,058,887   |
| 28 de junio de 2014     | Cleveland         | Estados Unidos       | Quicken Loans Arena                        | Aloe Blacc                   | 15,936 / 15,936 (100%) | $1,263,059   |
| 30 de junio de 2014     | Buffalo           | Estados Unidos       | First Niagara Center                       | Aloe Blacc                   | 15,868 / 15,868 (100%) | $1,255,331   |
| 2 de julio de 2014      | Boston            | Estados Unidos       | TD Garden                                  | Aloe Blacc                   | 14,450 / 14,450 (100%) | $1,389,163   |
| Europa                  |                   |                      |                                            |                              |                        |              |
| 5 de julio de 2014      | Birminghan        | Inglaterra           | Perry Park                                 | Festival                     | Festival               | Festival     |
| 6 de julio de 2014      | Londres           | Inglaterra           | Finsbury Park                              | Festival                     | Festival               | Festival     |
| Norteamérica y Caribe   |                   |                      |                                            |                              |                        |              |
| 9 de julio de 2014      | Hartford          | Estados Unidos       | XFINITY Theatre                            | Aloe Blacc                   | 15,067 / 15,067 (100%) | $964,116     |
| 11 de julio de 2014     | Bristow           | Estados Unidos       | Jiffy Lube Live                            | Aloe Blacc                   | 22,488 / 22,488 (100%) | $1,473,007   |
| 22 de julio de 2014     | Hershey           | Estados Unidos       | Hersheypark Stadium                        | Aloe Blacc                   | 27,351 / 27,351 (100%) | $1,920,663   |
| 14 de julio de 2014     | Nueva York        | Estados Unidos       | Madison Square Garden                      | Pharrell Williams            | 31,434 / 31,434 (100%) | $3,453,499   |
| 15 de julio de 2014     | Nueva York        | Estados Unidos       | Madison Square Garden                      | Pharrell Williams            | 31,434 / 31,434 (100%) | $3,453,499   |
| 17 de julio de 2014     | Camden            | Estados Unidos       | Susquehanna Bank Center                    | Aloe Blacc                   | 21,146 / 21,146 (100%) | $1,185,164   |
| 18 de julio de 2014     | Manchester        | Estados Unidos       | Verizon Wireless Arena                     | Aloe Blacc                   | 9,378 / 9,378 (100%)   | $768,940     |
| 20 de julio de 2014     | Albany            | Estados Unidos       | Times Union Center                         | Aloe Blacc                   | 12,704 / 12,704 (100%) | $1,078,273   |
| 23 de julio de 2014     | Montreal          | Canadá               | Bell Centre                                | Bebe Rexha                   | 17,919 / 17,919 (100%) | $1,458,439   |
| 24 de julio de 2014     | Ottawa            | Canadá               | Canadian Tire Centre                       | Nico & Vinz                  | 15,129 / 15,129 (100%) | $1,141,477   |
| 26 de julio de 2014     | Toronto           | Canadá               | Air Canada Centre                          | Nico & Vinz                  | 34,715 / 34,715 (100%) | $3,214,048   |
| 27 de julio de 2014     | Toronto           | Canadá               | Air Canada Centre                          | Nico & Vinz                  | 34,715 / 34,715 (100%) | $3,214,048   |
| 2 de agosto de 2014     | Winnipeg          | Canadá               | MTS Centre                                 | Nico & Vinz                  | 12,853 / 12,853 (100%) | $905,240     |
| 3 de agosto de 2014     | Saskatoon         | Canadá               | Credit Union Centre                        | Nico & Vinz                  | 13,660 / 13,660 (100%) | $952,397     |
| 5 de agosto de 2014     | Calgary           | Canadá               | Scotiabank Saddledome                      | Nico & Vinz                  | 14,390 / 14,390 (100%) | $890,864     |
| 8 de agosto de 2014     | Squamish          | Canadá               | Logger Sports Grounds                      | Festival                     | Festival               | Festival     |
| 9 de agosto de 2014     | George            | Estados Unidos       | The Gorge Amphitheatre                     | Nico & Vinz                  | 22,081 / 22,081 (100%) | $1,326,904   |
| 11 de agosto de 2014    | Eugene            | Estados Unidos       | Matthew Knight Arena                       | Nico & Vinz                  | 10,367 / 10,367 (100%) | $806,770     |
| 14 de agosto de 2014    | Lago Tahoe        | Estados Unidos       | Harveys Outdoor Arena                      | Nico & Vinz                  | 7,586 / 7,586 (100%)   | $737,463     |
| 15 de agosto de 2014    | San José          | Estados Unidos       | SAP Center at San Jose                     | Nico & Vinz                  | 15,049 / 15,049 (100%) | $1,445,749   |
| 17 de agosto de 2014    | Greenwood Village | Estados Unidos       | Fiddler's Green Amphitheatre               | —                            | —                      | —            |
| 22 de agosto de 2014    | Las Vegas         | Estados Unidos       | The Chelsea at The Cosmopolitan            | —                            | 5,800 / 5,800 (100%)   | $669,590     |
| 23 de agosto de 2014    | Las Vegas         | Estados Unidos       | The Chelsea at The Cosmopolitan            | —                            | 5,800 / 5,800 (100%)   | $669,590     |
| 30 de agosto del 2014   | Willemstad        | Curazao              | Piscadera Bay                              | Festival                     | Festival               | Festival     |
| 2 de septiembre de 2014 | Ciudad de México  | México               | Arena Ciudad de México                     | —                            | —                      | —            |
| 3 de septiembre de 2014 | Ciudad de México  | México               | Arena Ciudad de México                     | —                            | —                      | —            |
| 5 de septiembre de 2014 | Monterrey         | México               | Arena Monterrey                            | —                            | —                      | —            |
| 6 de septiembre de 2014 | Monterrey         | México               | Arena Monterrey                            | —                            | —                      | —            |
| 4 de octubre de 2014    | Santo Domingo     | República Dominicana | Estadio Olímpico Felix Sánchez             | Festival                     | Festival               | Festival     |
| 17 de octubre de 2014   | Las Vegas         | Estados Unidos       | The Chelsea at The Cosmopolitan            | —                            | —                      | —            |
| 18 de octubre de 2014   | Las Vegas         | Estados Unidos       | The Chelsea at The Cosmopolitan            | —                            | —                      | —            |
| Total                   | Total             | Total                | Total                                      | Total                        | 1,400,341 / 1,406,667  | $137,956,805 |